# Vrijzinnige theologie
Vrijzinnige theologie is een stroming in de theologie die erkent dat twijfel op geloofsgebied een zekere mate van vrijheid mag hebben. Dit in tegenstelling tot het vasthouden aan een dogmatische benadering. Hieruit volgt bijvoorbeeld voor de bijbelwetenschap, dat zij historisch bewijsmateriaal op een wetenschappelijk manier grondig dient te onderzoeken, op dezelfde manier als ieder ander bewijs.
Hiermee verbonden is dikwijls een geloof in de vooruitgang van de mens en zijn kennis, waarbij religieuze waarheden zich soms moeten aanpassen aan de huidige cultuur, in plaats van andersom. 
Tegenstanders van de vrijzinnige theologie menen dat geopenbaarde doctrines voorbij en onafhankelijk van het menselijke oordeelsvermogen zijn. Een dergelijk uitgangspunt noemt men fundamentalisme.